# Patrick Ricard (Footballspieler)
Patrick Ricard (geboren am 27. Mai 1994 in Spencer, Massachusetts) ist ein US-amerikanischer American-Football-Spieler auf der Position des Fullbacks. Er spielte College Football für die University of Maine und steht seit 2017 bei den Baltimore Ravens in der National Football League (NFL) unter Vertrag.

## College
Ricard besuchte die David Prouty High School in Spencer, Massachusetts, wo er Football als Linebacker spielte. Er erhielt nur ein Stipendienangebot von der  University of Maine und spielte ab 2012 für die Maine Black Bears in der NCAA Division I Football Championship Subdivision (FCS). Nach einem Redshirtjahr wurde er vier Jahre lang als Defensive Lineman für die Black Bears eingesetzt und war von 2014 bis 2016 Stammspieler. Er wurde zweimal in das All-Star-Team der Colonial Athletic Association gewählt.

## NFL
Ricard wurde im NFL Draft 2017 nicht ausgewählt und daraufhin von den Baltimore Ravens als Undrafted Free Agent unter Vertrag genommen. Bei den Ravens trainierte er auch als Fullback und schaffte es in den 53-Mann-Kader für die Regular Season. Als Rookie kam er sowohl in der Offense als Fullback als auch in der Defense als Lineman zum Einsatz, dabei fing er in 16 Spielen vier Pässe für 12 Yards und zwei Touchdowns, zudem erzielte er als Defensivspieler fünf Tackles. In der Saison 2018 wurde Ricard in zehn Partien eingesetzt, bei den letzten sechs Spielen und einer Play-off-Partie wurde er nicht für den aktiven Kader nominiert. Im Dezember 2019 einigte er sich mit den Ravens auf eine Vertragsverlängerung um zwei Jahre im Wert von 7,3 Millionen US-Dollar. Ricard war in der Saison 2019 der einzige Spieler in der NFL, der mindestens 100 Snaps in Offense, Defense und in den Special Teams spielte. Damit war er seit Wide Receiver/Safety Mike Furrey 2009 der erste NFL-Spieler, dem dies gelang. Er fing acht Pässe für 47 Yards und einen Touchdown, erzielte als Defensivspieler neun Tackles und einen Sack, zudem konnte er einen Fumble erzwingen und einen Pass verhindern. Darüber hinaus konnte er als Special Teamer ein Field Goal blocken. Als Fullback wurde er in den Pro Bowl gewählt. In der Saison 2020 wurde Ricard nicht mehr in der Defense eingesetzt, als Fullback wurde er erneut für den Pro Bowl nominiert. Im Jahr darauf wurde er zum dritten Mal in Folge in den Pro Bowl gewählt.
Im März 2022 verlängerte Ricard seinen Vertrag mit den Ravens um drei Jahre. Auch in der Saison 2022 wurde Ricard zum Pro Bowl eingeladen. In der Spielzeit 2023 wurde Ricard erstmals für das All-Pro-Team nominiert und zum second-team All-Pro gewählt.